# Física experimental
No campo da física, a física experimental é a categoria de disciplinas e sub-disciplinas preocupada com a observação de fenômenos físicos a fim de coletar dados sobre o Universo. Os métodos variam de disciplina para disciplina, de experiências simples e observações, tais como a experiência de Cavendish, até experiências mais complexas, como as do Grande Colisor de Hádrons.
A Física é uma ciência experimental, e com tal importância, deve estar sempre associada as práticas, pois não existe ciência sem que se esta não for praticada. Sendo assim, temos a física experimental como uma área relevante diante do estudo de física, assim como para a compreensão, comprovação e aprimoramento de conhecimentos previamente adquiridos.

## História
Como o campo da ciência teve início na Grécia antiga, nada melhor que retratarmos as origens da física experimental, e para elaborar este assunto é necessário que viajemos um pouco no passado e relembremos alguns conceitos curiosos a respeito da evolução da física experimental.

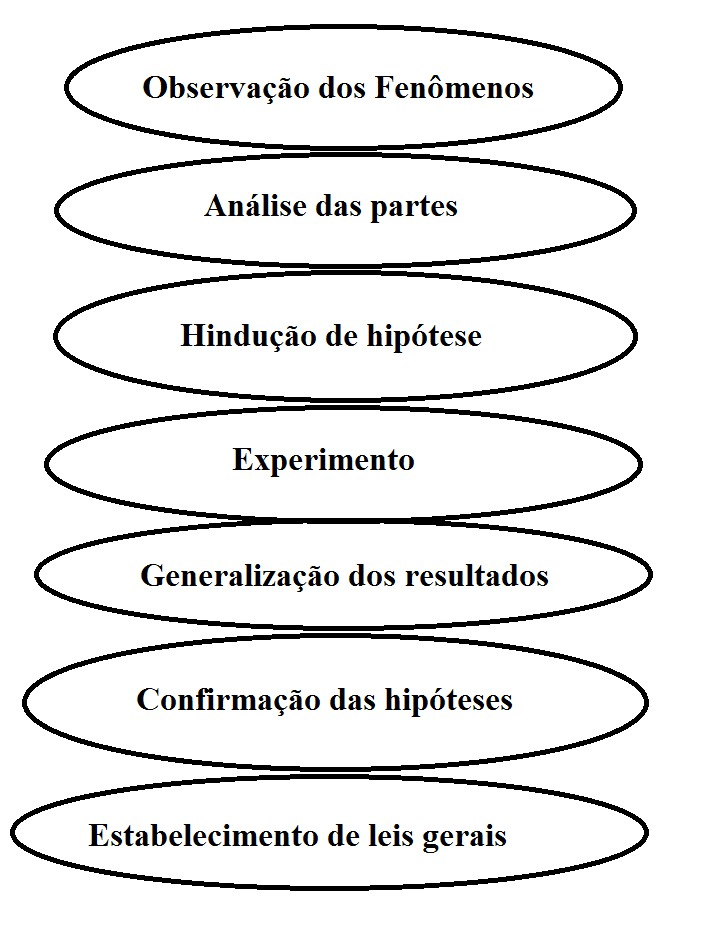
Fluxograma de desenvolvimento metodológico de Galileu

Os fenômenos observados na era pré-socrática eram interpretados como dádiva ou castigo dos deuses, esta consciência totalmente filosófica perdurou por muitos anos.

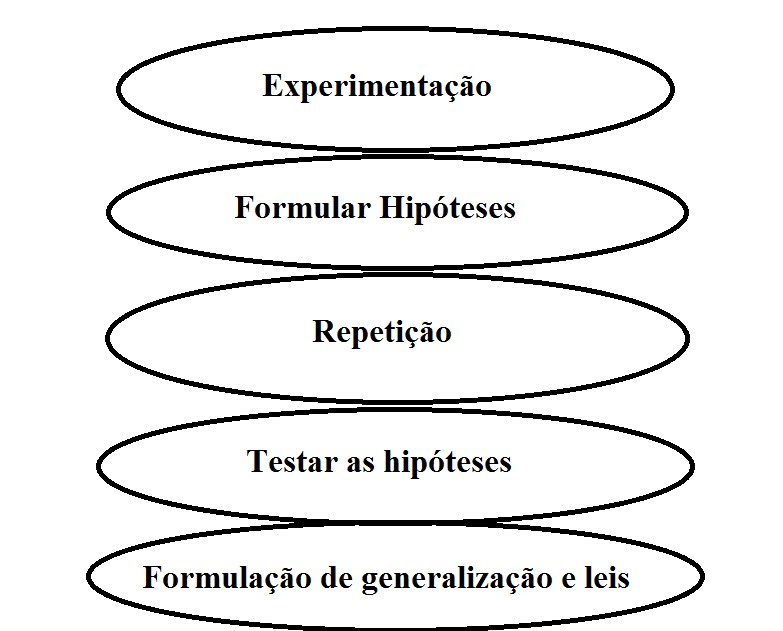
Fluxograma de desenvolvimento metodológico de Bacon

No início do século V, Sócrates com sua forma de ensinar deu continuação aos pensamentos empírico, porem foi um educador totalmente voltado a instigar a curiosidade das pessoas. Logo em seguida vieram seus sucessores Platão e Aristóteles. Ainda na cidade de Atenas o aluno de Platão, Aristóteles, iniciou suas pesquisas sobre os efeitos naturais ocorridos naquela época, mas é claro que tudo ainda era com bases no senso comum.

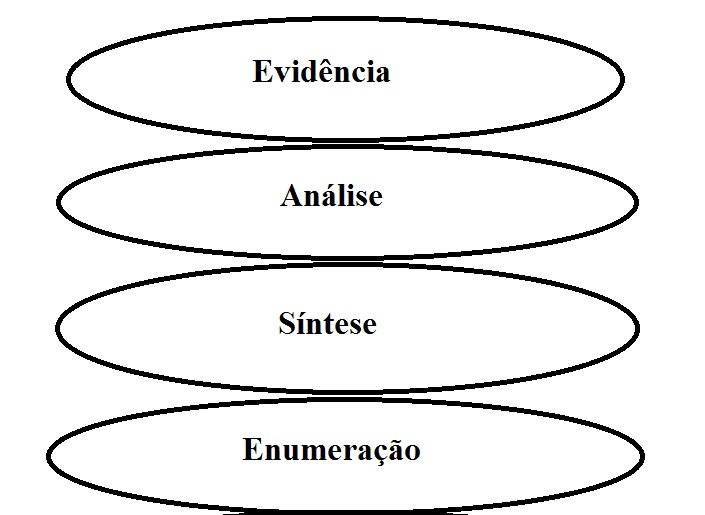
Fluxograma de desenvolvimento metodológico de Descartes

A partir do século XVII e XVIII deu-se início a era do método científico, citado pelo renomado cientista teórico da época, Galileu Galilei. O método de Galileu consistia em observação, análise, indução, verificação, generalização e confirmação, o que mais tarde veio a ser chamado de método indutivo. 
Logo depois de Galileu certificar seu método, Francis Bacon assume a responsabilidade justificando que além da indução deve-se avaliar uma pesquisa por observação e comprova-la a partir de experimentos. Bacon não querendo se opor a religião deixa bem claro que não se deve ignorar as premissas da igreja pois não temos razões suficientes que comprove ou distingue o verdadeiro do falso. O que mais tarde foi chamado de coincidências constantes.
Acompanhando os passos de Galileu e Bacon no mesmo século nasce Descartes, que conclui que o método científico não é elaborado por indução e sim por dedução. O autor acredita que existe uma razão absoluta para realizar ciência, postula então quatro tópicos de muita importância na execução de trabalhos científicos, são eles: Evidencia, análise, síntese e enumeração.
Com o passar dos anos, muitas modificações foram realizadas no decorrer da evolução do método científico, uma das modificações modernas que mais incentivou e propôs que ao seguir este modelo de método, chegaria a uma investigação ou descoberta científica. É o método da justificação elaborado pelo pesquisador Bunge.